# Rhynchospora bucherorum
Rhynchospora bucherorum är en halvgräsart som beskrevs av Leon. Rhynchospora bucherorum ingår i släktet småag, och familjen halvgräs. Inga underarter finns listade i Catalogue of Life.